# Duhnen
Duhnen  is een dorp in de Duitse deelstaat Nedersaksen. Deze badplaats is in 1935 bij de stad Cuxhaven gevoegd.  Er zijn sporen van grafheuvels en een ringwal uit de prehistorie bewaard gebleven. De welgestelde reder, visgroothandelaar en makelaar in onroerend goed Robert Dohrmann  wordt beschouwd als de stichter van de badplaats Duhnen.
Het dorp ligt aan de Wezer-kant van Cuxhaven (dus aan de Waddenzee), waarvan de kust hier gekenmerkt wordt door duinen en een smal zeestrand. Duhnen heeft dan ook een toeristisch karakter. In het dorp staat de (ook in het dorpswapen afgebeelde) Dorpsfontein (Dorfbrunnen), een gemetselde waterput uit 1935, met in de put een bron die al eeuwenlang in gebruik is. 
Duhnen beschikt over een zogenaamd Thalassozentrum, een kuurcentrum (de gemeente Cuxhaven is officieel een kuuroord met het predicaat Staatlich anerkanntes Nordseeheilbad) met o.a. wellness-inrichtingen, sauna's, een golfslagbad enz., alsmede enkele hotels langs het strand en enkele grote campings. Het prijsniveau van de voorzieningen in Duhnen is wat hoger dan dat in de naburige badplaatsen Döse en aan de zuidkant Sahlenburg.
Jaarlijks, meestal op een zondag in augustus, wordt op het wad bij Duhnen het paardensportevenement Duhner Wattrennen, een paardenren, gehouden.

## Afbeeldingen

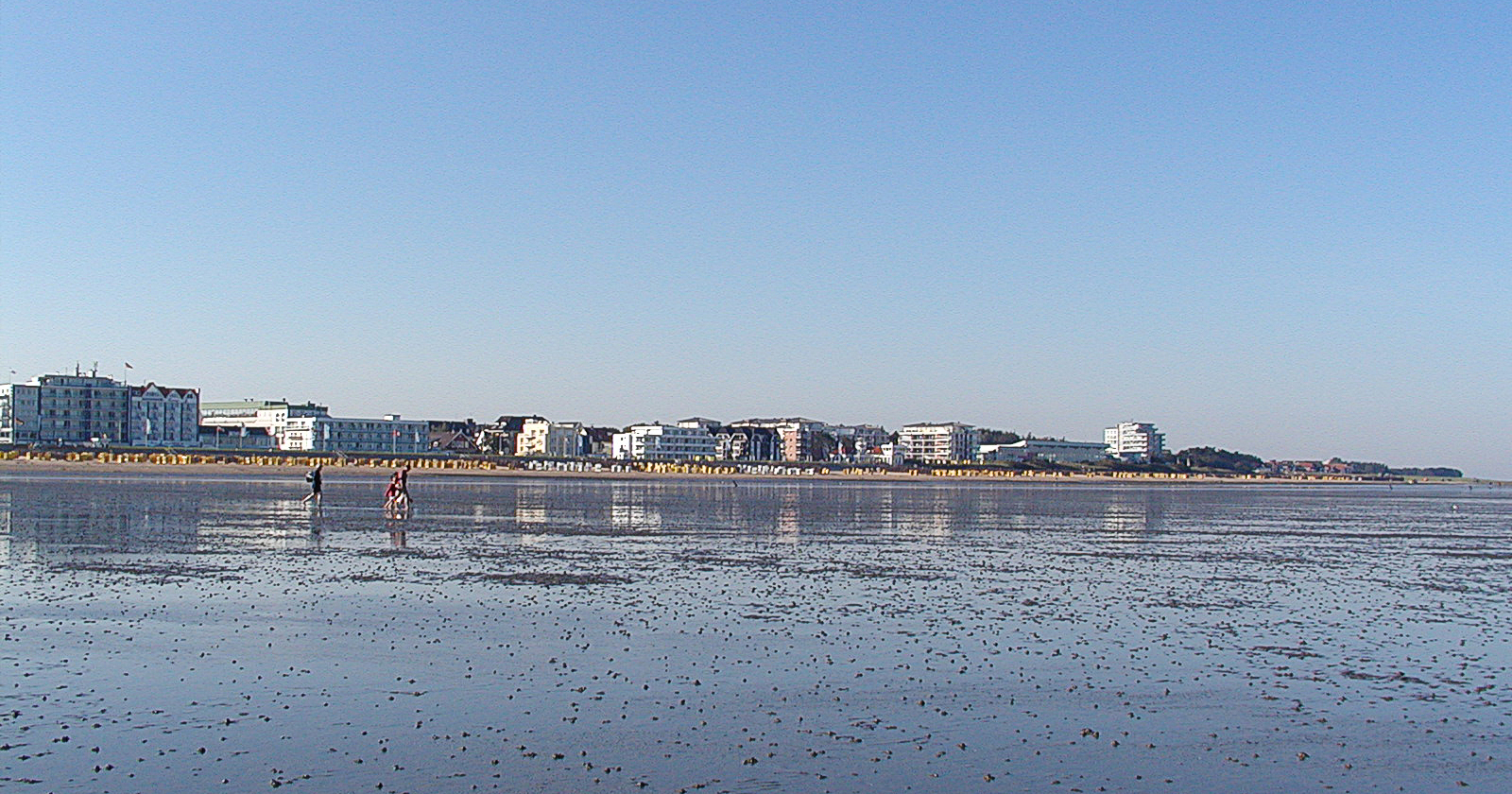
Gezicht vanaf het Wad op Duhnen en zijn strand
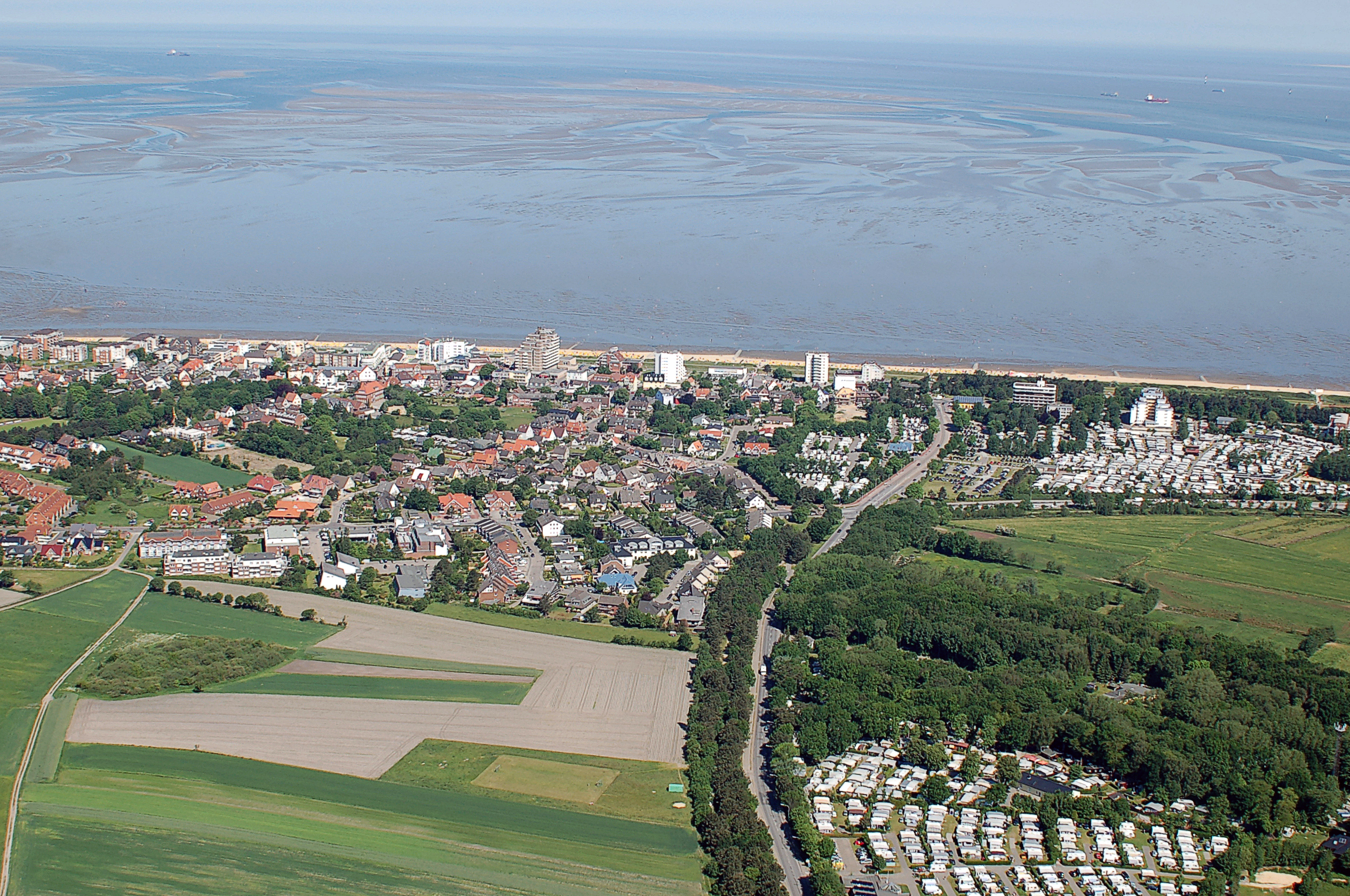
Luchtfoto van Duhnen uit 2012
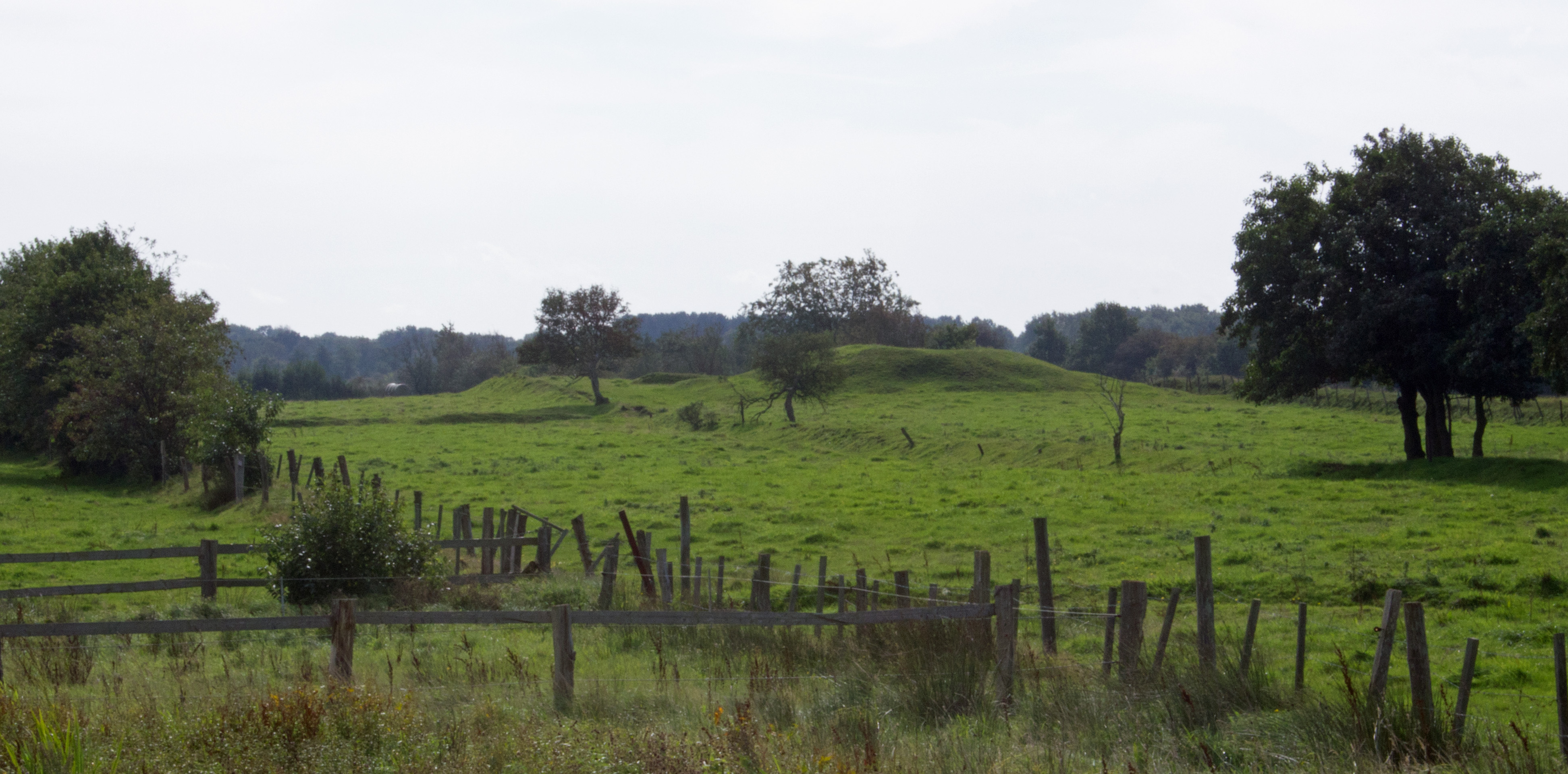
Grafheuvel Twellberg bij Duhnen

- Gemeinsame Normdatei: 4091343-0
- Library of Congress Control Number: no2012063665
- Virtual International Authority File: 249604376